# Symfonie nr. 2 (Borgstrøm)
Hjalmar Borgstrøm voltooide zijn Symfonie in d mineur, zijn tweede symfonie, in 1912. Net als zijn eerste symfonie lijdt dit werk een sluimerend bestaan. Borgstrøm moest uiteindelijk zelf de première verzorgen, waarbij hij wel een viertal werken van hemzelf kon uitvoeren. Op 19 oktober 1912 luidde het programma:
- Jesus i Gethsemane
- Pianoconcert met solist Karl Nissen
- Symfonie in d mineur
- Sørgemarsch til minde om Johan Selmer.

Op 13 februari 1915 werd het nog een keer gespeeld door Johan Halvorsen en zijn orkest van het Nationaltheatret, maar daarna zijn er geen uitvoeringen meer bekend.
De symfonie heeft de volgende delen:
- Allegro moderato
- Scherzo
- Adagio
- Lento